# Toscaanse orde

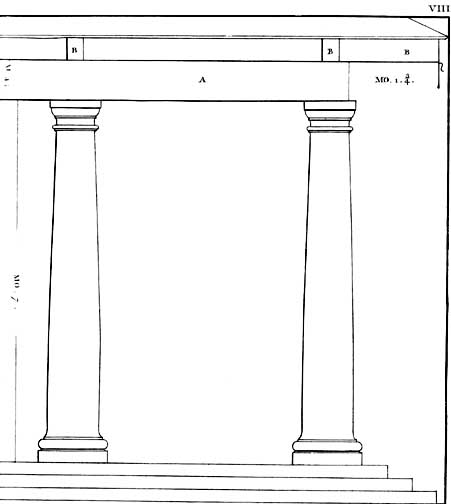
De Toscaanse orde in Andrea Palladio's Quattro Libri di Architettura, 1570

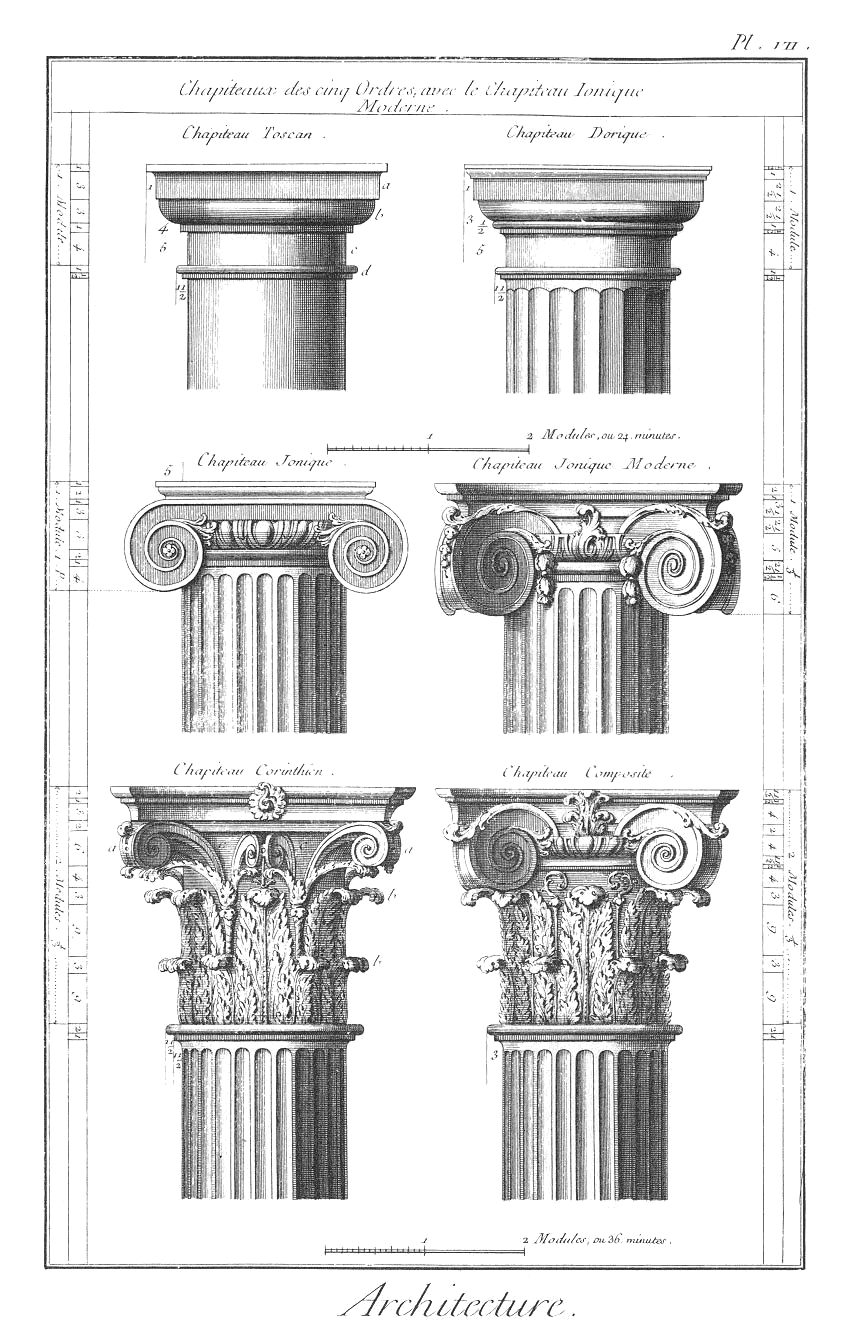
De verschillende Romeins-klassieke kapitelen: linksboven het Toscaanse kapiteel

De Toscaanse of Tuskische bouworde is ontstaan in de Romeinse architectuur en vormt een versimpelde versie van de Romeins-Dorische orde.

## Uiterlijk
De Toscaanse zuilen zijn gemakkelijk te herkennen aan hun gladde vorm, daar ze nooit gecanneleerd zijn, in tegenstelling tot de zuilen van de Dorische orde.
Het eenvoudige basement bestaat uit een plint (voetplaat) en een torus (afgeronde plaat) waarop de zuil rust.
Anders dan het Dorische entablement heeft de Tuskische orde geen versierd fries en zijn de onderdelen van het kapiteel, echinus en abacus slechts voorzien van een eenvoudig profiel.

## Geschiedenis

### Vitruvius
De basis van de Toscaanse orde zoals die door renaissance-architecten werd vastgelegd gaat terug op Vitruvius die in Boek IV, 8 van zijn De architectura een hoofdstuk aan Etruskische tempels wijdt. Naast het grondplan beschrijft hij de opbouw van de zuil. Etruskische tempels hadden een houten hoofdgestel omdat de afstand tussen de zuilen te groot was om met een stenen architraaf te overspannen. Over de detaillering of versiering van het hoofdgestel doet Vitruvius echter geen mededelingen.

### Italiaanse renaissance
In de Italiaanse renaissancebouwkunst werd de klassieke zuilenorden nieuw leven ingeblazen. Er werd nauwkeurig vastgelegd hoe zuilen en hoofdgestel dienden te worden gedetailleerd. Zo
werd ook de Toscaanse orde in de zestiende eeuw beschreven en getekend door Italiaanse architectuurtheoretici, zoals Sebastiano Serlio in zijn architectuurtractaat (1537-1551), Giacomo Barozzi da Vignola en Andrea Palladio.
Deze schrijvers beschouwden de Toscaanse orde als een oudere, primitieve Italische architectonische vorm die zelfs ouder was dan de Grieks-Dorische en de Ionische ordes. Als bewijs hiervoor wezen ze op verscheidene historische voorbeelden die in hun tijd nog voorhanden waren.
Tot op de dag van vandaag bestaat er echter discussie over de relatieve leeftijd van de Toscaanse orde.

## Toepassing
Wegens zijn eenvoud en gestrengheid vond men de Toscaanse orde sinds de renaissance bij uitstek geschikt voor militaire architectuur, opslagplaatsen en pakhuizen, wanneer er tenminste aandacht werd besteed aan de architectuur.
Wanneer de Toscaanse orde wordt toegepast bij een bouwwerk met een stapeling van orden mag zij volgens de klassieke regels alleen als de onderste orde worden toegepast.
Omdat de Toscaanse orde relatief eenvoudig door een timmerman te maken is met standaardgereedschap, zonder hulp van een beeldhouwer, ging zij deel uitmaken van de inheemse Georgian style-architectuur in Groot-Brittannië en de Amerikaanse koloniën.